# Opáljuhar
Az opáljuhar (Acer opalus) a szappanfavirágúak (Sapindales) rendjébe és a szappanfafélék (Sapindaceae) családjába tartozó faj.

## Elterjedése
Dél- és Nyugat-Európa, Olaszországtól Spanyolországig domb- és hegyvidékeken fordul elő.

## Alfajai
- Acer opalus subsp. granatense (Boiss.) Font Quer & Rothm.
- Acer opalus subsp. obtusatum (Waldst. & Kit. ex Willd.) Gams

## Leírása
Terebélyes, 20 m magas lombhullató fa. Kérge szürke, rózsás árnyalatú. Nagy, szögeltes lemezekben hámló. Levelei tenyeresen osztottak, három-ötkaréjúak, tompán fogazottak, 10 cm hosszúak és szélesek. Felszínük fénylő zöld, kopasz, fonákjuk fiatalon pelyhes. Ősszel megsárgulnak. A virágai aprók, élénksárgák, kora tavasszal lombfakadás előtt nyílnak. Virágzás idején a fa nagyon mutatós. A termése ikerlependék 4 cm-es termésszárnyakkal.

## Képek

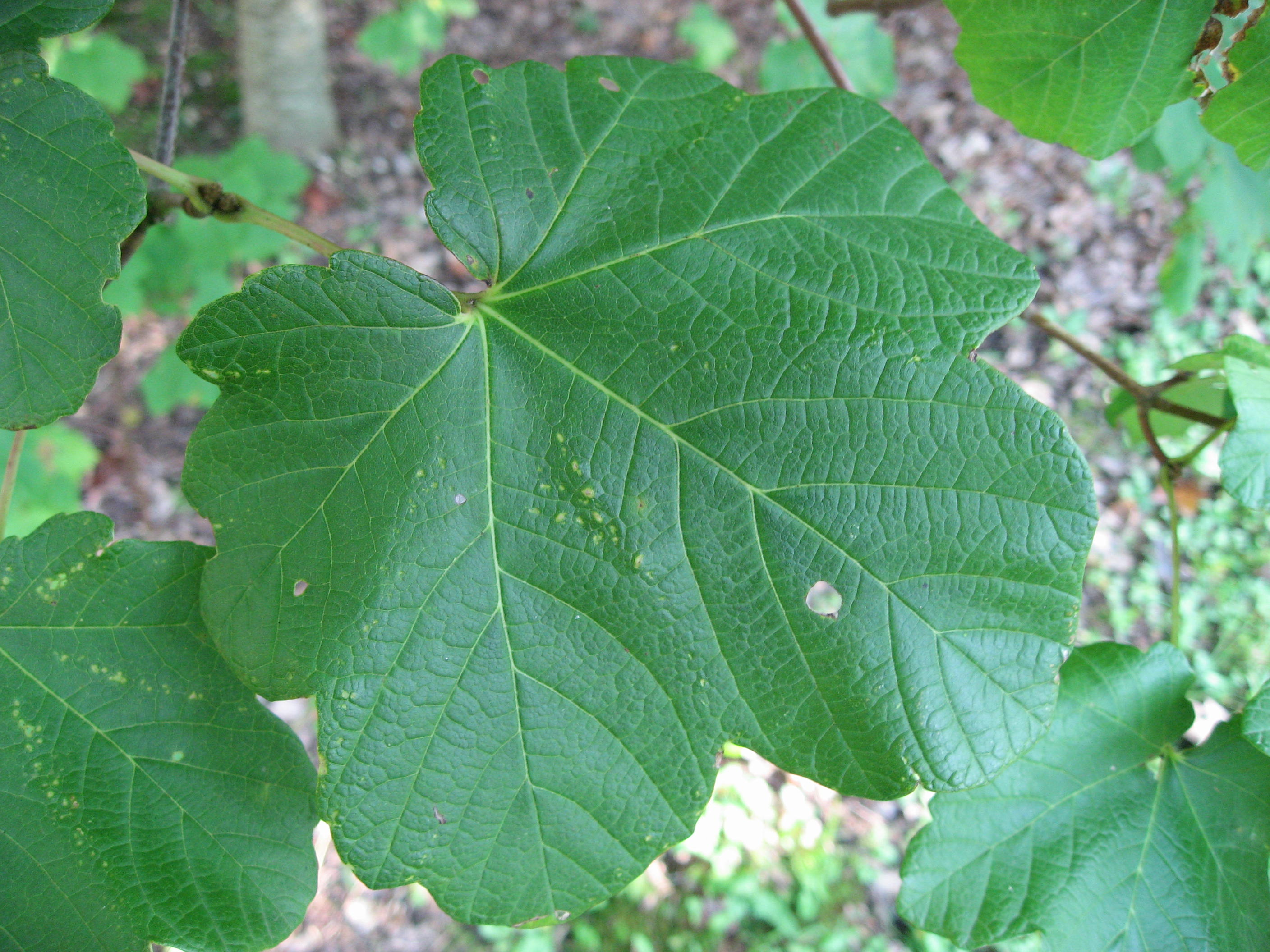
Levele
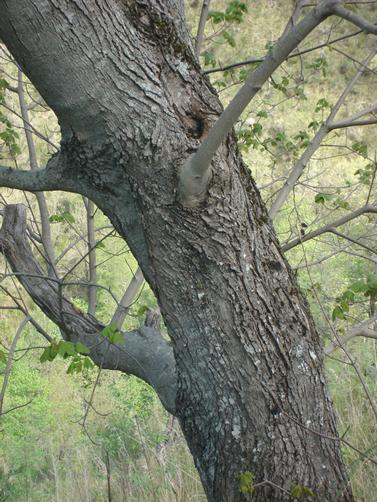
Törzse
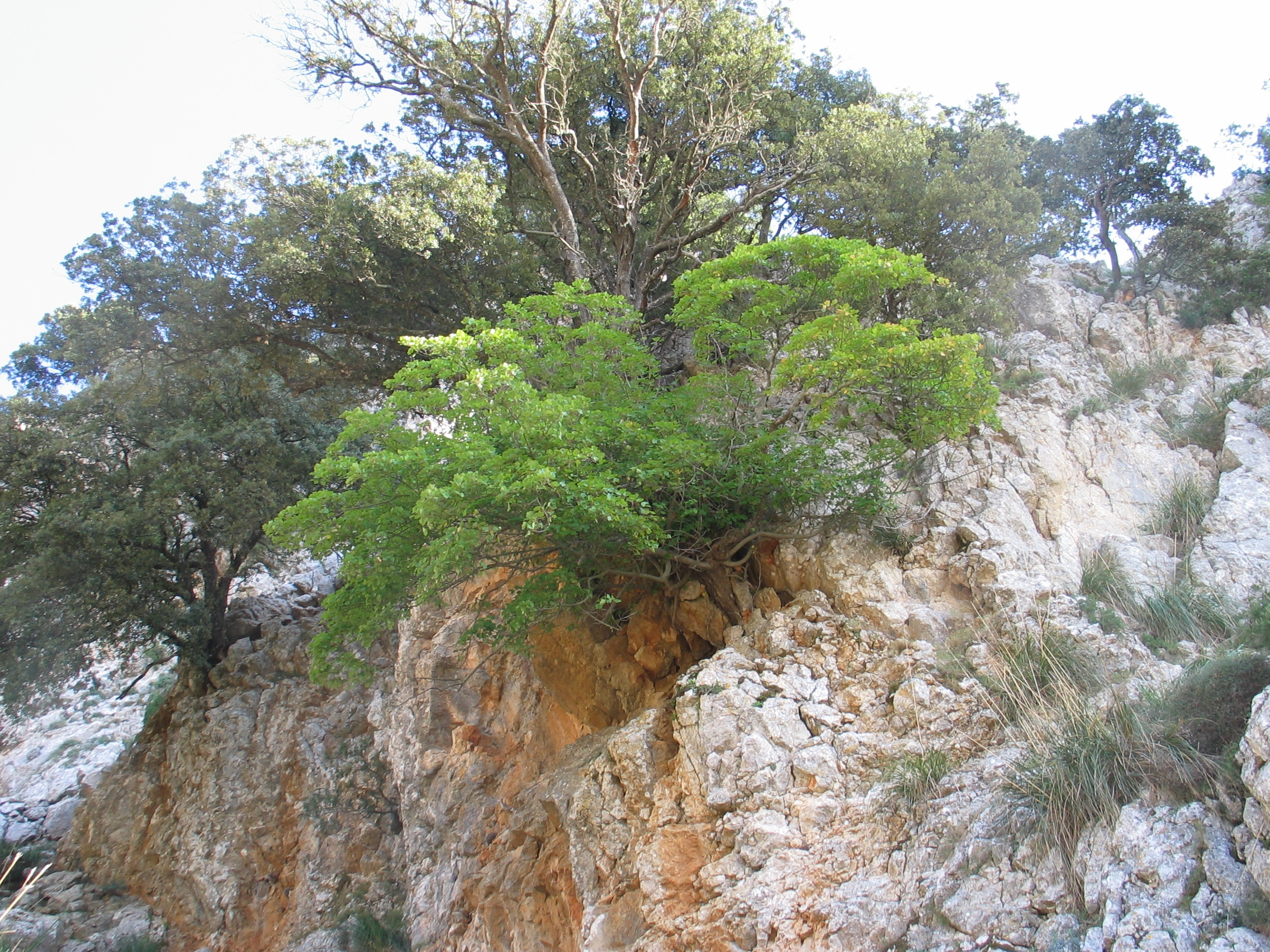
Acer opalus subsp. granatense élőhelyén
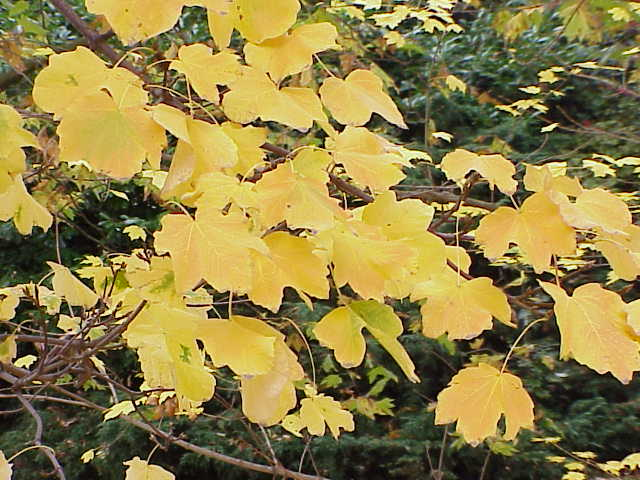
őszi lombszín